# Cineteca Nacional de las Artes
La Cineteca Nacional de las Artes es un conjunto de salas cinematográficas pertenecientes a la Cineteca Nacional de México. Localizada en el Centro Nacional de las Artes, fue inaugurada el 15 de agosto de 2023.
Tiene como objetivo la proyección de la oferta cinematográfica nacional e internacional que no se exhibe en los circuitos comerciales. En su primera etapa se enfocará en la exhibición de cine mexicano de los años 60 y 70.
El conjunto cuenta con 15 salas cinematográficas, dulcería, tienda para la venta de libros y productos cinematográficos y un estacionamiento.

## Historia

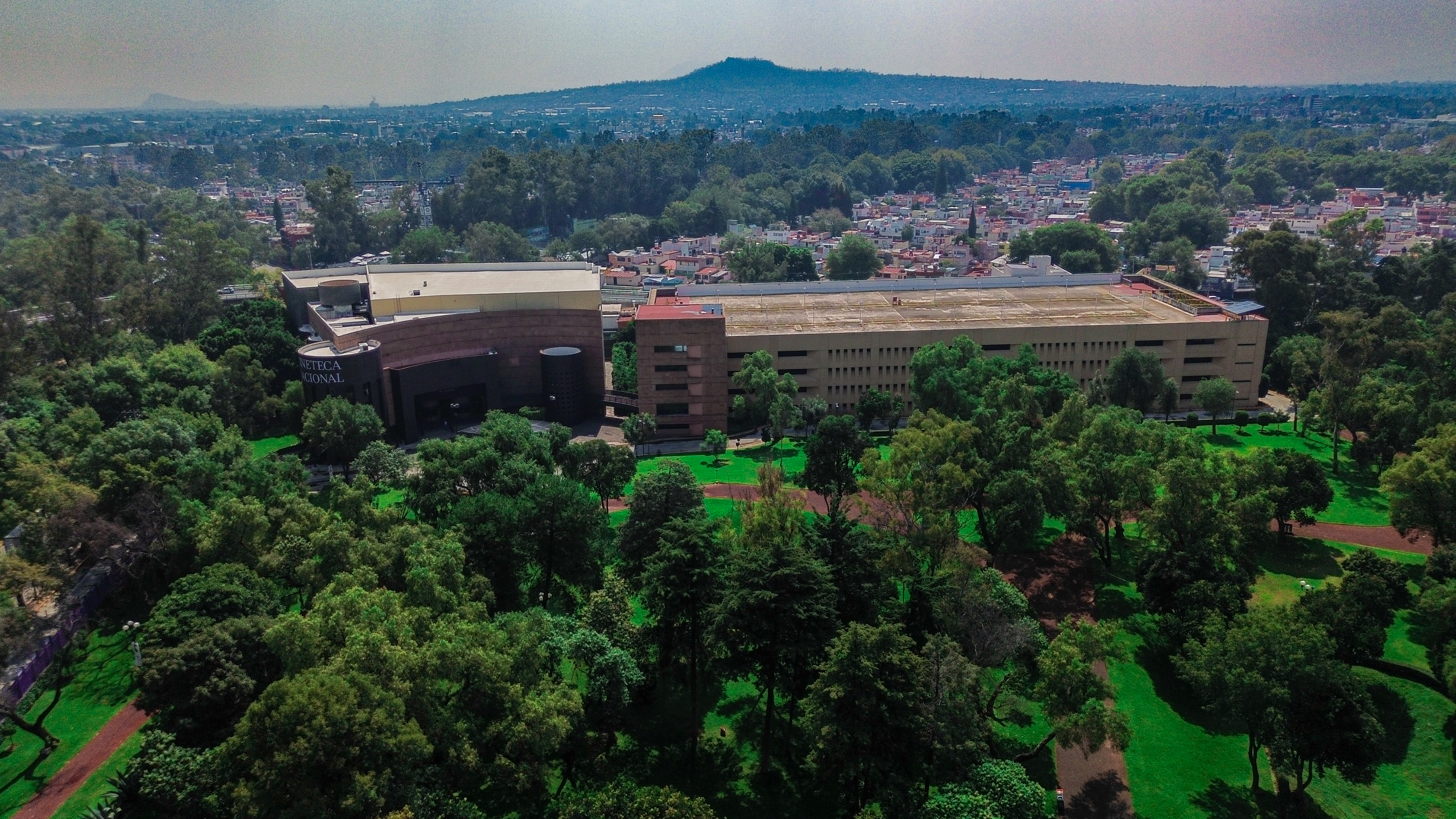
Imagen aérea de la cineteca

Un conjunto de salas de cine múltiples dentro del Centro Nacional de las Artes fue construido en su ala oriente en 1994 por una inversión público-privada entre la empresa Cinemark y el Banco Nacional de Obras. La empresa Cinemark lo comenzó a operar a partir de 1995, al vencimiento de la concesión de esta empresa en 2010 se concesionó a la empresa Cinemex, misma que concluyó su contrato en 2022.
A partir de esa fecha, el recinto fue renovado y entregado en operaciones a la Cineteca Nacional de México.

## Instalaciones
La Cineteca de las Artes cuenta con 12 salas para exhibición:
- Sala 1 "Arturo Ripstein"
- Sala 2 "María Rojo"
- Sala 3 "Felipe Cazals"
- Sala 4 "Ernesto Gómez Cruz"
- Sala 5 "Jorge Fons"
- Sala 6 "Ignacio López Tarso"
- Sala 7 "Jaime Humberto Hermosillo"
- Sala 8 "Ofelia Medina"
- Sala 9 "Paul Leduc"
- Sala 10 "Héctor Bonilla"
- Sala 11 "Luis Alcoriza"
- Sala 12 "Ana Ofelia Murguia